# 战地1
《戰地風雲1》是一款由EA Digital Illusions CE开发EA发行的第一人称射击游戏。本作是《战地》系列第13款作品，也是继《战地4》后再一次以数字编号的正统作品，其編號為「1」意謂本作舞台為現代化戰爭之原點與史上第一場全球性大規模戰爭的第「1」次世界大戰，並非系列的第一作（實際上的第一作為戰地風雲1942）。游戏作为系列首次将游戏背景设定在第一次世界大战期间，并允许玩家在游戏中体验当时的各式兵器，比如首次投入战争的坦克和飞机。游戏公布于2016年5月6日，于2016年10月21日在全球发售；将登陆PlayStation 4、Xbox One以及Microsoft Windows等平台。
戰地風雲1於2016年8月31日進行公測，在 8 月底展開的公測中，收錄了對應兩種遊戲模式「征服（Conquest）」與「突襲（Rush）」的新地圖「西奈沙漠（Sinai Desert）」，包含空戰要素，最多可 64 人參與對戰。玩家可以在地圖上特定區域撿拾精英兵種裝備「哨兵（Sentry）」、「噴火兵（Flame Trooper）」與「坦克獵手（Tank Hunter）」(並非全部地圖都會出現全部裝備)，在DLC地圖內能撿到上述3種外的其他精英兵種裝備：「戰壕奇兵（Trench Raider）」、「入侵者（Infiltrator）」，或騎乘戰馬乃至操控巨大的機械巨獸「裝甲列車」、「夏爾2C重型坦克（Char 2C）」、「齊柏林飛艇（飛船 L30）」、「無畏艦」，展開血肉與鋼鐵戰爭。
2024年10月21日，EA宣布将于10月22日在战地风云1中加入自研的反作弊系统EA Anticheat。

## 遊戲设定
玩家在遊戲中可以使用許多一戰時期的武器，例如手動槍機步槍、半自動與全自動步槍、反坦克步槍、炸藥、火炮、火焰噴射器與芥子毒氣等。近戰攻擊武器將被分為輕重兩類，並且新加入了許多新武器，如軍刀、壕杖和鐵鍬等。遊戲中也可以使用輕型坦克、重型坦克、裝甲車、無畏艦、雙翼機、飛艇、裝甲列車、戰馬等載具。多人遊戲中的陣營包括協約國的法國(DLC加入)、英國、俄國(DLC加入)、義大利、美國和同盟國的德國、奧匈帝國和鄂圖曼土耳其。在單人戰役模式中將可操作許多不同的角色，多人模式中將支援64人對戰，並包含中東戰線、西方戰線與義大利戰線中阿爾卑斯山等地區的地圖。

## 戰役模式劇情
- 鋼鐵風暴：遊戲的序幕關卡，設定在1918年的西方戰線，玩家將扮演美國陸軍第369步兵團士兵和英國陸軍坦克兵等角色在槍林彈雨的浴血戰場上求存，當一名玩家角色死亡後便會轉移到下一個角色繼續戰鬥。
- 浴血之戰：1918年秋季，盟軍發起百日攻勢，私人司機出身的丹尼爾·愛德華剛入伍英國陸軍成為Mark V坦克「黑貝絲」的駕駛員，並與車長唐森和其他車組人員一同以挺進康布雷為目標向德軍發動攻勢。
- 至上權威：1917年春季，在德軍的精良戰鬥機與一群頂尖「王牌」飛行員的壓制下，協約國在西線的天空可說兵敗如山倒，玩家將扮演一位好賭的飛行員克萊德·布萊克本與搭檔威爾森駕駛英軍的最新型戰鬥機加入協約國的空中反攻。
- 薩伏依萬歲！：1918年秋季的北義大利多羅米蒂，義大利王國與奧匈帝國的軍隊在阿爾卑斯山脈上相持，盧卡·文森佐·科奇雅拉和他的雙胞胎兄弟馬提歐所在的義大利軍一支被稱為「阿爾蒂提」的高山精英軍團決定發動突襲，盧卡所在的單位將掩護馬提歐所在的單位發動進攻，以贏得南部戰線的最後一戰的勝利。
- 傳令兵：1915年春季，加里波利半島，大英帝國決定開啟新的戰線，來自世界各地的日不落帝國軍人組成的50萬英國皇家海軍艦隊穿過地中海對鄂圖曼帝國本土發動攻擊，英軍在克萊德河號的火力掩護下發動的加里波利戰役登陸戰的第二天，弗雷德里克·畢夏遇到了謊報年齡通過徵兵考核，慕名而來的少年傑克·佛斯特，並被分配做為他的下屬。畢夏並不滿意這個開槍都不會的新兵，於是將他留在克萊德河號上獨自上陸奪取陣地。佛斯特卻偷偷跟來想要參與戰鬥，並被分配擔任傳令兵，畢夏不願難得一見的來自澳大利亞家鄉的少年就這麼接受如此危險的任務，便自告奮勇，前往前線傳令。
- 事在人為：加入阿拉伯的勞倫斯，在沙漠戰役中對抗奧斯曼帝國。
- 勿忘我們：紀念那些曾服役過的戰士們。這場超過6000萬人參戰的「完結所有戰爭的戰爭」終將結束，而只有少數人的名字會被銘記，大多數浴血奮戰的戰士的名字，都會塵封在歷史之中。

## 追加下载内容
DICE共推出了四款追加下载内容（DLC）：誓死坚守（They Shall Not Pass）、以沙皇之名（In the Name of the Tsar）、力挽狂澜（Turning Tides）和启示录（Apocalypse）。

### 誓死坚守
DICE于2017年3月14日更新了誓死坚守DLC，增加了法军阵营、前线模式、发生在凡尔登战役和第二次马恩河战役中的四张地图（凡尔登高地、法乌克斯要塞、苏瓦松、决裂）、精英兵种战壕奇兵和2C超级重战车、圣沙蒙坦克等载具与一些新武器。另外两张发生在尼维尔攻势中的地图（尼维尔之夜、攻占托尔）分别于2017年5月、6月发布。

### 以沙皇之名
DICE于2017年9月5日更新了以沙皇之名DLC，增加了俄军、白军与红军阵营、空投补给模式、发生在东部战线中的四张地图（武普库夫山口、加利西亚、勃鲁西洛夫关口、阿尔比恩）、俄国内战中的两张地图（察里津、窝瓦河）、首款女性角色——俄军侦察兵、伊利亚·穆罗梅茨重型轰炸机和朴帝洛夫-加福德重装甲车等载具和十余款新武器。

### 力挽狂澜
DICE于2017年12月更新了力挽狂澜DLC，加入了英国皇家海军陆战队、突袭征服模式、发生在加里波利之战（即达达尼尔战役）中的两张地图（海丽丝岬、阿奇巴巴）、精英兵种入侵者、6款新武器与L型驱逐舰、C级飞船等载具。另有两张海上大战地图（黑尔戈兰湾、泽布吕赫）于2018年1月更新。

### 启示录
DICE于2018年2月20日更新了战地1的最后一款DLC启示录，加入了空中突袭模式、发生在一战中最具代表性也最声名狼藉的战场的三张地图（帕斯尚尔、卡波雷托、索姆河）、两张空战地图（剃刀边缘、伦敦的呼唤）、6款新枪械、汉莎—布兰登堡GI轰炸机和Airco DH10轰炸机等载具等。

## 评价
| 汇总媒体   | 得分                                |
| ---------- | ----------------------------------- |
| Metacritic | PC: 88/100 PS4: 89/100 XONE: 87/100 |

| 媒体            | 得分    |
| --------------- | ------- |
| Destructoid     | 8/10    |
| 电子游戏月刊    | 8/10    |
| Game Informer   | 9.25/10 |
| Game Revolution | [ 15 ]  |
| GamesRadar+     | [ 16 ]  |
| GameSpot        | 9/10    |
| IGN             | 9/10    |
| PC Gamer美国    | 89/100  |
| Polygon         | 9/10    |

### 发售前
《战地1》在公布首支预告片后，其预告片在Youtube上突破了六千零九十一萬個觀看次數，亦获得了超过225万个“Like”（截至2019年2月11日），使其成为YouTube历史上获得“Like”最多的游戏预告片。

### 发售后
IGN给出9.0评分，并点评道：《战地1》中各种老式武器和载具带来巨大的新鲜感，无论多人还是单人模式都非常引人入胜。